# Dafa
Dafa é um gênero de traça pertencente à família Agonoxenidae.